# توماس إس. كليفلاند
توماس إس. كليفلاند (بالإنجليزية: Thomas S. Cleveland)‏ هو فنان أمريكي، ولد في 8 يونيو 1960.